# 窄橋動胸龜
窄橋動胸龜（學名：Kinosternon angustipons）為動胸龜屬下的一種龜。只生活在中美洲。